# Edita Karađole
Edita Karađole (Imotski, 16. lipnja 1936.) hrvatska je kazališna, televizijska i filmska glumica.

## Filmografija

### Televizijske uloge
- "Der Kroatien Krimi" kao Alma (2017.)
- "Novine" kao Dubravka Kardum (2016. – 2018.)
- "Kud puklo da puklo" kao baba Milka (2014.)
- "Zora dubrovačka" kao časna sestra Cvitka (2013.)
- "Larin izbor" kao Cvitka Radošić (2011. – 2013.)
- "Kapelski kresovi" (1976.)

### Filmske uloge
- "Zora" kao Jele (2020.)
- "Glavno jelo" (2018.)
- "Lora nosi crno" kao Lora Kos (2018.)
- "Comic Sans" kao Angela Mardešić (2018.)
- "Sanjala si da si sretna" kao susjeda (2016.)
- "Ministarstvo ljubavi" kao starica (2016.)
- "Sanjala si da si sretna" kao susjeda (2015.)
- "Pijesak vremena" kao tajnica u sirotištu (1992.)
- "Vježbanje života" (1991.)
- "Blizanci" (1962.)

## Vanjske poveznice
- Edita Karađole u internetskoj bazi filmova IMDb-u (engl.)